# Lista de crateras de Europa
Lista de crateras de Europa, a superfície da lua de Júpiter, Europa, é muito jovem, geologicamente falando, e como resultado há poucas crateras. Além disso, como a superfície de Europa é potencialmente de água e gelo fraco sobre um oceano líquido, a maioria das crateras sobreviventes desapareceram de forma que a sua estrutura é muito baixa em relevo. A maioria das crateras que são grandes o suficiente para ter nomes são em homenagem a figuras proeminentes na mitologia celta e folclore. Aqui está uma lista de crateras de Europa:
| Cratera   | Nome de             |
| --------- | ------------------- |
| Áine      | Áine                |
| Amergin   | Amergin             |
| Angus     | Angus               |
| Avagddu   | Avagddu             |
| Balor     | Balor               |
| Brigid    | Brigid              |
| Camulus   | Camulus             |
| Cilix     | Cílix               |
| Cliodhna  | Cliodhna            |
| Cormac    | Cormac mac Airt     |
| Deirdre   | Deirdre             |
| Diarmud   | Diarmuid Ua Duibhne |
| Dylan     | Dylan Eil Ton       |
| Elathan   | Elathan             |
| Govannan  | Govannan            |
| Gráinne   | Gráinne             |
| Gwydion   | Gwydion             |
| Llyr      | Llyr                |
| Mael Duin | Mael Dúin           |
| Maeve     | Maeve               |
| Manannán  | Manannán mac Lir    |
| Math      | Math ap Mathonwy    |
| Morvran   | Morvran             |
| Niamh     | Niamh               |
| Oisín     | Oísin               |
| Pryderi   | Pryderi             |
| Pwyll     | Pwyll               |
| Rhiannon  | Rhiannon            |
| Taliesin  | Taliesin            |
| Tegid     | Tegid Veol          |
| Uaithne   | Uaithne             |